# Mugur Isărescu
Mugur Isărescu (Drăgăşani, Vâlcea, Romania, 1 d'agost de 1949)
És un polític i economista romanès, va ser durant un any Primer ministre de Romania des de 1999 fins a 2000.
No és membre de cap partit polític. Des del setembre de 1990 és Governador del Banc Nacional de Romania. El 1971 es graduà a l'Acadèmia d'Estudis Econòmics de Bucarest. Treballà a l'Institut Internacional d'Economia (1971-1989). Després de la Revolució Romanesa de 1989, treballà al Ministeri d'Afers Exteriors (1989-1990). El setembre de 1990 el nomenaren Governador del Banc Nacional de Romania (màxima institució econòmica romanesa). Isărescu va ser confirmat com a Primer Ministre el 22 de desembre de 1999. Tan sols va durar un any perquè la coalició a la qual representava perdé les eleccions legislatives del 2000, fou succeït per Adrian Năstase. Com a governador del Banc Nacional de Romania, va salvar l'economia, reformant la moneda de Romania, el leu, al nou leu.